# 몰도바 국립역사박물관
몰도바 국립역사박물관(루마니아어: Muzeul Național de Istorie a Moldovei)은 몰도바 키시너우에 있는 국립 박물관이다.